# Посольство Бельгії в Україні
Посольство Королівства Бельгії в Києві — офіційне дипломатичне представництво Королівства Бельгії в Україні, відповідає за розвиток та підтримання відносин між Бельгією та Україною.

## Історія посольства
Після проголошення незалежності Україною 24 серпня 1991 року Бельгія визнала Україну 31 грудня 1991 року. 10 березня 1992 року між Україною та Бельгією було встановлено дипломатичні відносини.
Посольство розміщувалося по вул. Леонтовича, 4. Згодом[коли?] переїхало в будівлю по вулиці Миколи Раєвського, 4Б.

## Посли Бельгії в Україні

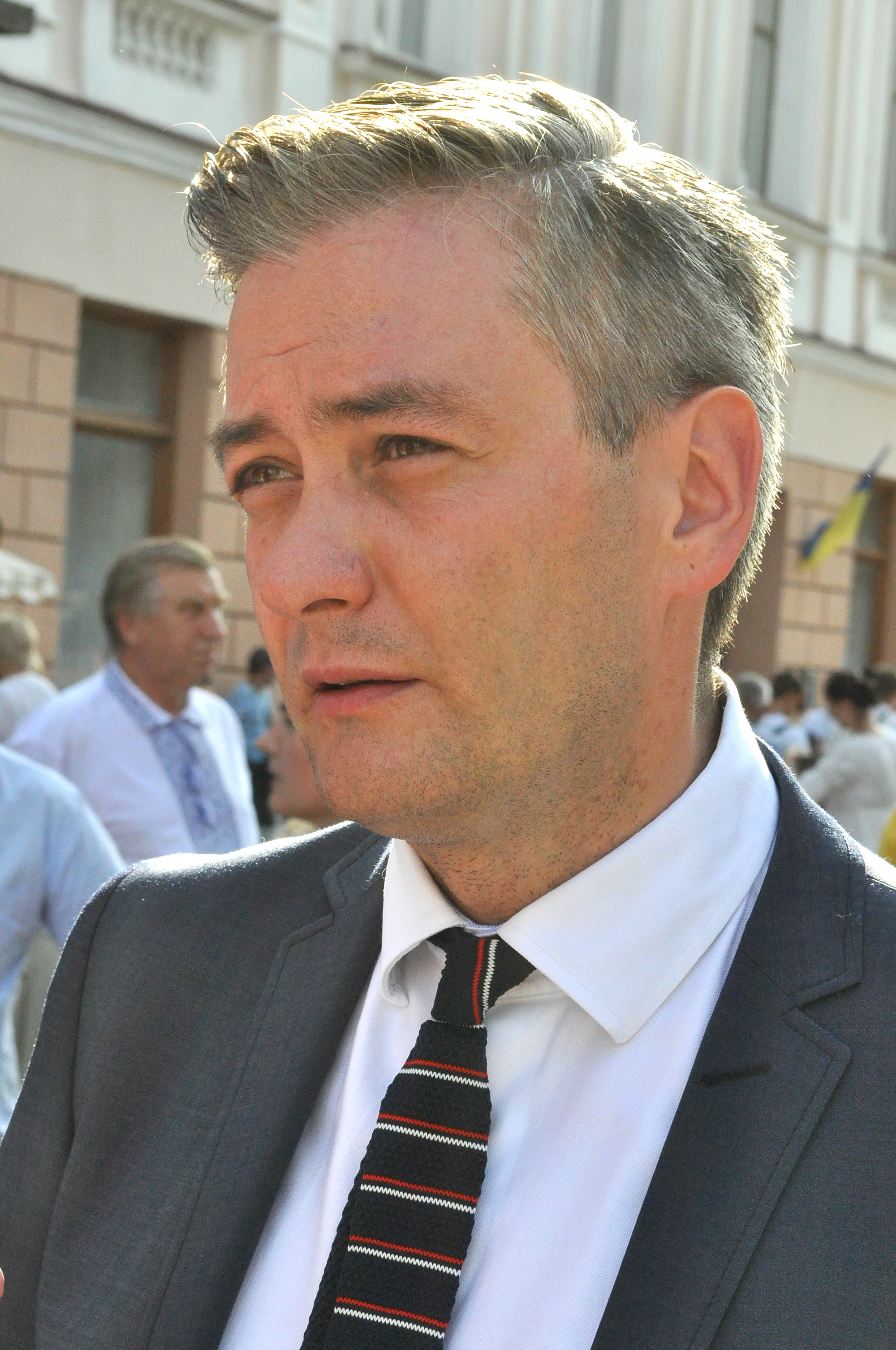
Перший секретар посольства Бельгії в Україні Жан Де Ланнуа

1. Крістофферсен Інгеборг (1992—1995)
2. Вільфрід Нартус (1995—1998)[2],[3]
3. П'єр Жан Марі Антуан Вазен (1998—2000)
4. П'єр Клеман Дюбюіссон (2000—2003)
5. П'єр Коло (2003—2006)
6. Марк Вінк (2006—2011)
7. Яна Зікмундова (2011—2014)[4]
8. Люк Якобс (2014[5]- 2018)[6]
9. Алекс Ленартс (2018 —2022)[7].
10. Пітер Ван Де Вельде (2022-2024)
11. Люк Якобс (з 2024)